# Claude Champagne (Bischof)

Wappen von Claude Champagne

Claude Champagne OMI (* 22. Juli 1947 in Lachine) ist Bischof von Edmundston.

## Leben
Claude Champagne trat der Ordensgemeinschaft der Oblaten (OMI) bei, legte die Profess am 18. Juni 1975 ab, empfing im Juni 1975 die Diakonenweihe und am 9. August 1975 die Priesterweihe. 
Papst Johannes Paul II. ernannte ihn am 25. März 2003 zum Weihbischof in Halifax und Titularbischof von Sufasar. Die Bischofsweihe spendete ihm der Erzbischof von Halifax, Terrence Thomas Prendergast SJ, am 11. Juni desselben Jahres; Mitkonsekratoren waren Austin-Emile Burke, Alterzbischof von Halifax, und Gilles Cazabon OMI, Bischof von Saint-Jérôme.
Papst Benedikt XVI. ernannte ihn am 13. Juli 2007 für die Dauer der Sedisvakanz zum Apostolischen Administrator von Yarmouth und Halifax; mit der Ernennung Anthony Mancinis zum Erzbischof von Halifax und Administrator von Yarmouth am 18. Oktober 2007 endete diese Beauftragung. Am 5. Januar 2009 wurde er zum Bischof von Edmundston ernannt und am 25. März desselben Jahres in das Amt eingeführt. 